# La Ilustración
La Ilustración, sous-titrée « periódico universal » (« L'Illustration : journal universel ») est une publication périodique culturelle fondée à Madrid (Espagne) en 1849 par Ángel Fernández de los Ríos (es), puis s'est arrêté en 1857.

## Histoire
De tirage hebdomadaire,, La Ilustración est fondée et dirigée par Ángel Fernández de los Ríos (es),, et son premier numéro apparaît le 3 mars 1849,.
La revue s'inspire d'autres publications européennes telles que L'Illustration (française), The Illustrated London News (anglaise) et Die Illustrierte Zeitung (allemande).
Elle est d'abord publiée sur 8 pages, puis sur 16 à partir de 1852.

## Contenus
La revue contient des sections de thématique costumbriste, de mode, d'actualité, de critique littéraire et théâtrale, de cartographie, d'inventions scientifiques, de portraits de célébrités ou de nouvelles (parfois traduites), notamment.
Selon Rodríguez Gutiérrez, on publiait dans La Ilustración les nouvelles qui n'étaient pas suffisamment bonnes pour apparaître dans Semanario Pintoresco Español, devenant ainsi « une sorte de Série B » narrative.

## Collaborateurs
La partie graphique de la revue a été assurée par les illustrateurs et graveurs Vicente Castelló,, Vicente Urrabieta (es), Calixto Ortega,, Joaquín Sierra y Ponzano (es), Cecilio Pizarro, Federico Ruiz (es), Bernardo Rico y Ortega, Antonio Bravo, Coderch, Félix Batanero (es), José Giménez, Román Sanz, Ildefonso Cibera, José Méndez y Andrés (es), Ceferino Araujo (es), Ricardo Llopis, Manuel Lázaro Burgos, Cruz, José Vallejo y Galeazo (es), Carlos Múgica y Pérez (es), Juan de Barroeta (es), Eusebio Zarza (es) et Paul Gavarni, entre autres.